# Покатий бордюр

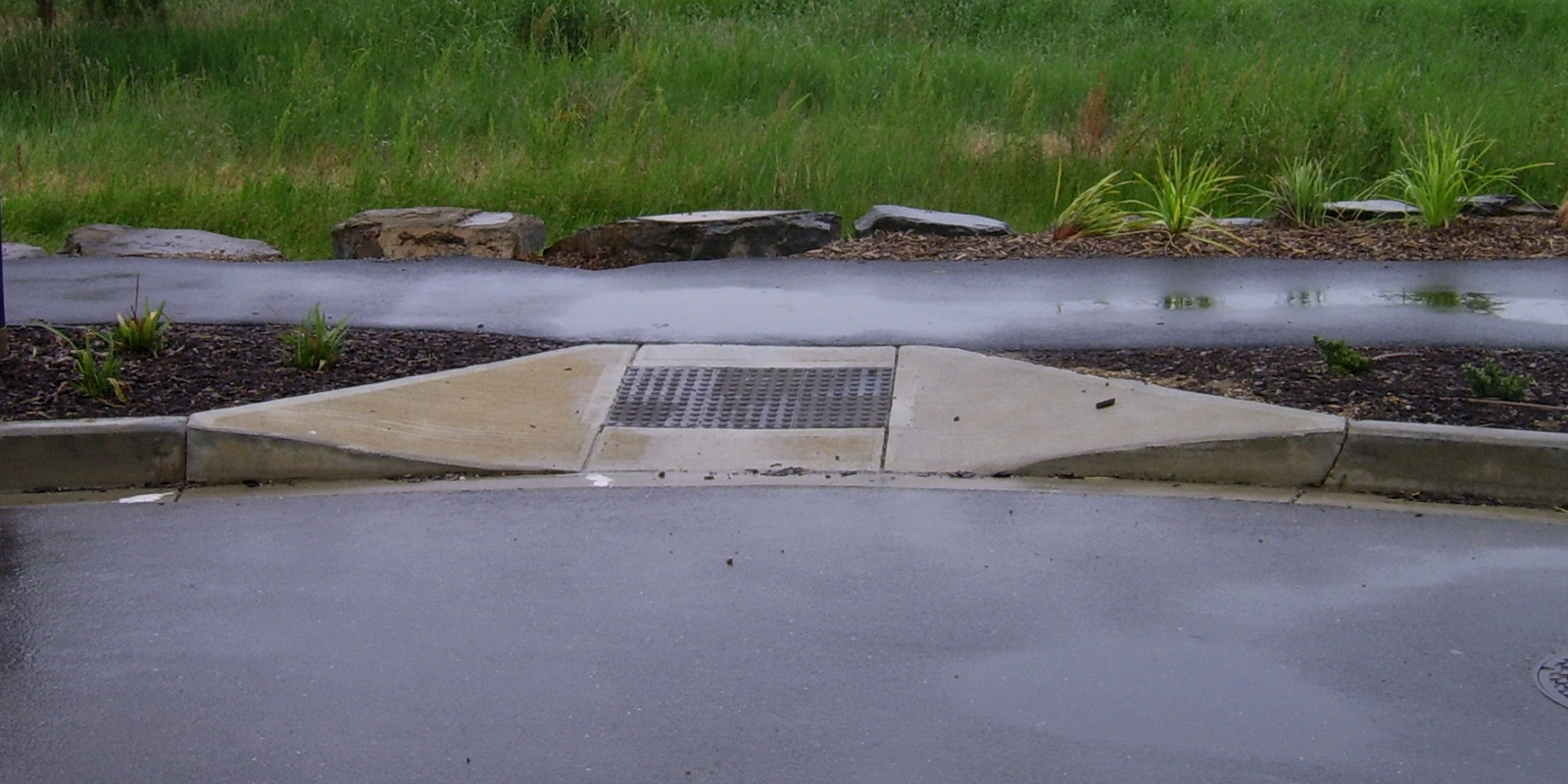
Пандус для коляски з тактильним покриттям, який з’єднує пішохідну доріжку поза вулицею з дорогою

Покатий бордюр (США), бордюрний пандус, опущений бордюр (Велика Британія), пандус для дитячих колясок або бордюрний пандус (Австралія) — це суцільний (зазвичай бетонний) пандус, який спускається від верхньої поверхні тротуару до поверхні прилеглої вулиці. У порівнянні зі звичайним бордюром (обробленим під прямим кутом, переважно 10-15 см над поверхнею вулиці) зріз бордюру завершується з проміжним ухилом, який з’єднує обидві поверхні, іноді з тактильним покриттям.

## Історія
Історично склалося так, що пішохідні доріжки облаштовували під прямим кутом до поверхні вулиці за допомогою звичайних бордюрів. Впровадження покатих бордюрів, щоб допомогти людям штовхати дитячі візки, почалося принаймні у 1930-х роках у Великобританії.
У Каламазу, штат Мічиган, США, у 1940-х роках минулого століття пілотним проєктом, запровадженого ветераном і юристом Джеком Х. Фішером, було занижено бордюри для сприяння працевлаштуванню ветеранів з інвалідністю.
У Берклі, штат Каліфорнія, США, завдяки великому проєкту, який очолив Center for Independing Living, було реконструйовано Телеграф-авеню та Шаттак-авеню. Після цього цінність пониження бордюрів стала більш активно рекламуватися, а їх реконструкція часто здійснювалася на добровільній основі муніципальною владою та забудовниками.
Доступність бордюрів у західних країнах було передбачено законодавством, таким як Закон про американців з інвалідністю 1990 року (ADA) у Сполучених Штатах (який вимагає, щоб зрізи бордюрів були присутні на всіх тротуарах) або Закон про дискримінацію осіб з інвалідністю 1992 року в Австралії. Останнім часом, законодавчі вимоги в деяких юрисдикціях були збільшені порівняно з початковими вимогами.

## Користувачі та використання

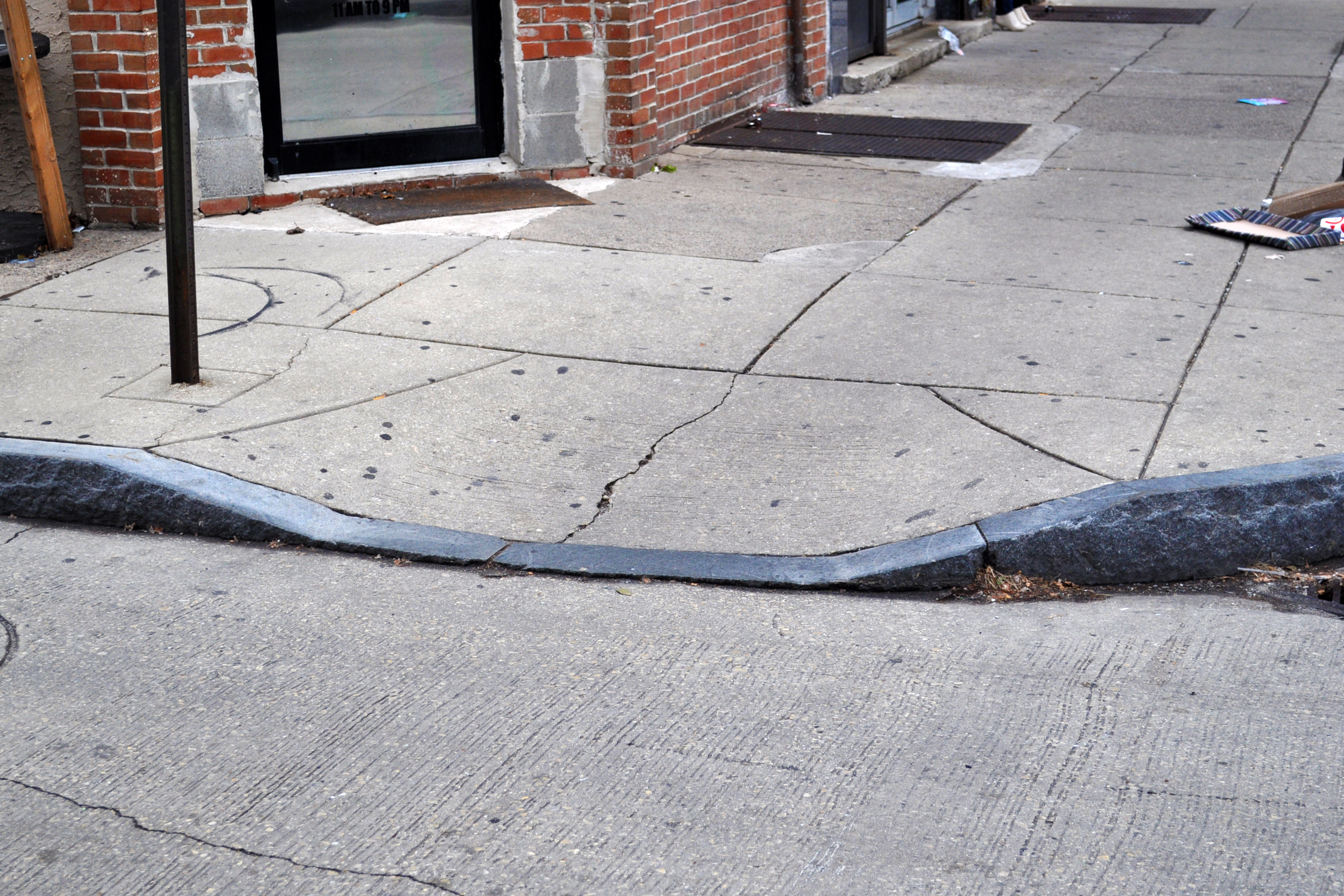
Покатий бордюр на перехресті

Бордюри, розміщені на перехрестях вулиць, дозволяють людям на інвалідних візках, дитячим коляскам, малюкам на триколісних велосипедах тощо з меншими труднощами пересуватися на тротуар або з’їжджати з нього. Багато зрізів узбіччя також мають тактильне покриття, малюнок з круглими нерівностями вказує пішоходам із вадами зору, що вони збираються вийти на проїжджу частину.
Пониження бордюрів також може бути корисним пішоходам, якщо вони користуються ходунками, тростиною чи інвалідним візком, штовхають дитячу коляску, штовхають або тягнуть візок чи кравчучку або йдуть поруч із велосипедом; а також для тих, хто катається на велосипеді, роликових ковзанах чи скейтборді.

## Інші зрізи бордюрів
Ширший зріз бордюру також корисний для транспортних засобів, щоб заїхати на під’їзну доріжку або стоянку з іншого боку тротуару.
Менші бордюри можна використовувати вздовж вулиць, паркувальних майданчиків або тротуарів на кшталт водного каналу; шляхом перенаправлення води з традиційних дренажних шляхів до зливної каналізації, що сприяє інфільтрації, наприклад, трав'яної території або дощового саду.

## Дизайн
Доступні розрізи бордюру зазвичай 15 см (5,9 дюйм). Мінімальна висота пандусів на бордюрах становить 1 метр (3,28 фут). Вони мають нахил не більше 1:12 (8,33%), що означає, що на кожні 12 см (4,7 дюйм) горизонтальної відстані вони піднімаються не більше ніж 1 сантиметр (0,39 дюйм). Бетонний бордюрний пандус іноді може бути порізаний борознами, фактура яких може служити попередженням для людей із вадами зору про перехід на проїжджу частину. Такі канавки також забезпечують стікання води, і можуть мати колір, який значно контрастує з прилеглим бетоном. Якщо бордюрний пандус містить сторони, що розширюються, зазвичай вони мають ухил не більше 1:10 (10%).

### Універсальний дизайн
Прихильники універсального дизайну часто вказують на покатий бордюр як яскравий приклад обізнаності про переваги цієї філософії дизайну.